# Družstevní domy na Námestí SNP v Bratislavě

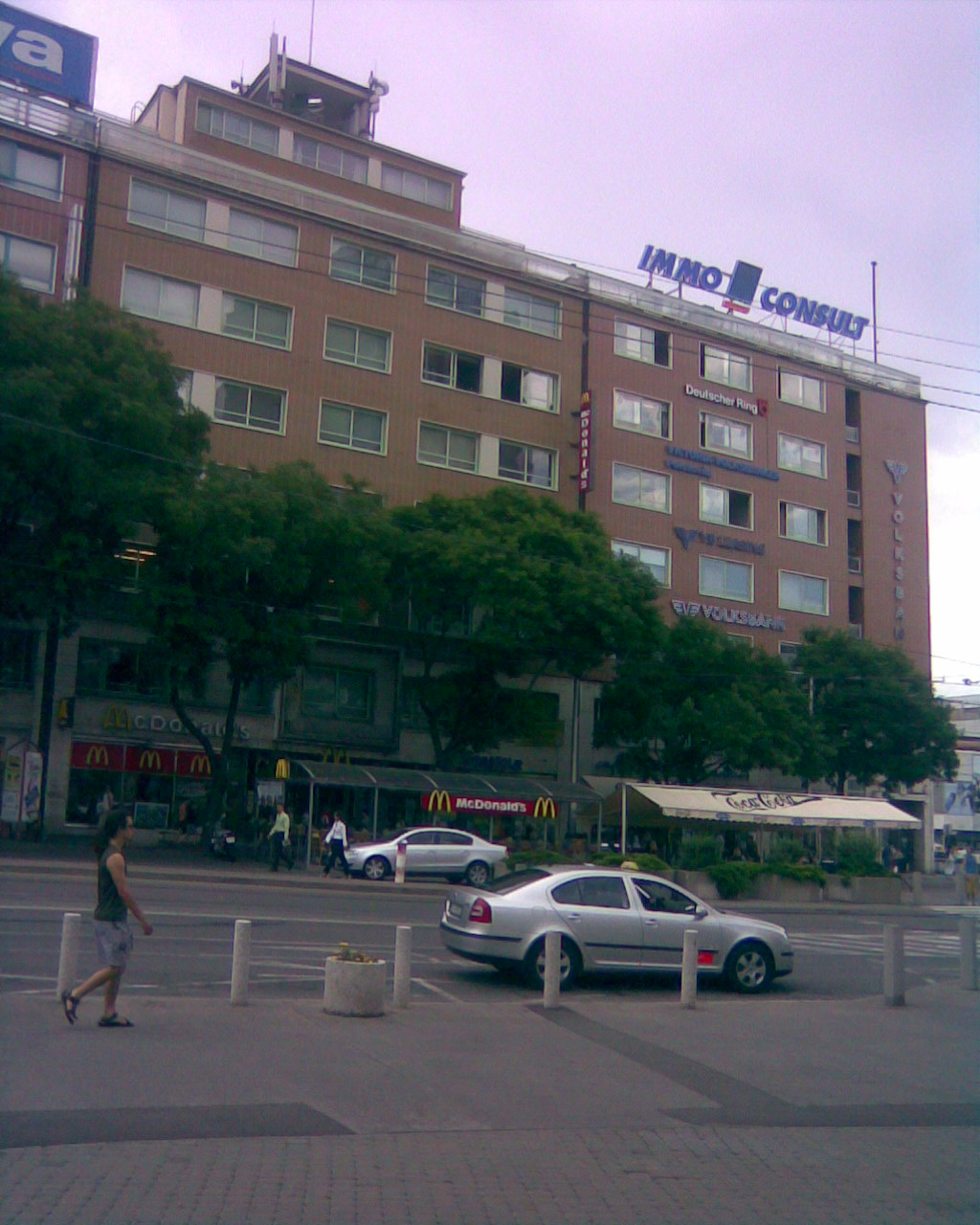
Družstevní domy na Náměstí SNP v Bratislavě

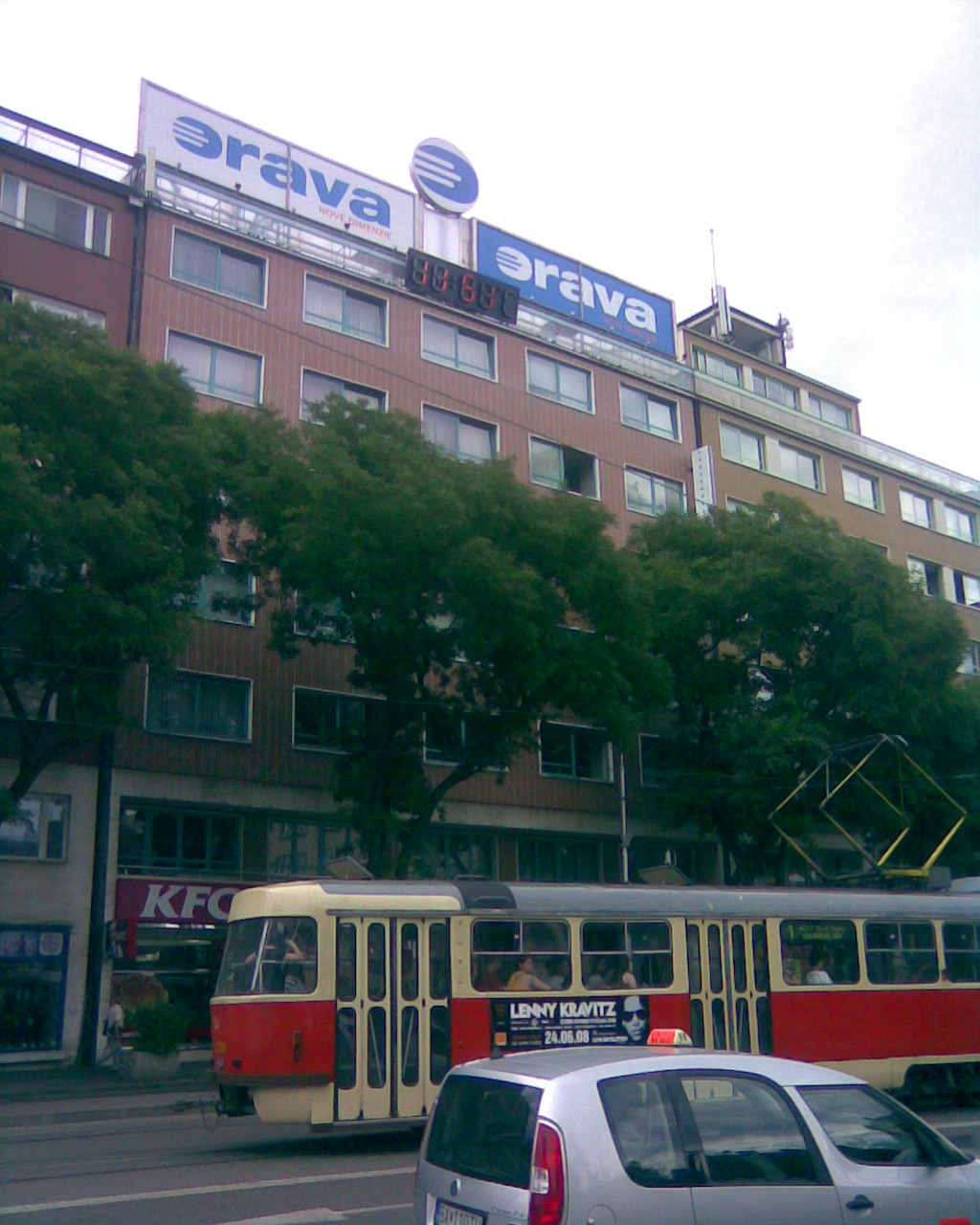
Družstevní domy na Náměstí SNP v Bratislavě

Družstevní domy (1934-1939) Náměstí SNP 13, 14, 15, Bratislava jsou tři stavby pro ústředí zemědělských družstev na Slovensku s kinem, obchody a bankou.
Vyprojektoval je mladý slovenský architekt Emil Belluš. Zabírají významné místo na náměstí. Architekt aplikoval tradiční architektonické principy funkcionalismu spolu s velkorysým moderním tvarováním
Č. 13 byl sídlem Ústředního družstva. V přízemí je pasáž s obchody, ve které se nachází zajímavý elipsovitý světlík. V horních patrech jsou umístěny administrativní prostory, nad nimi byty stejně jako v ostatních dvou domech.
Č. 14 byl projektován pro Sídlo centrály družstev. V suterénu je umístěno kino, které je v současnosti využíváno jako divadelní scéna.
Nárožní objekt č. 15 patřil Svazu rolnických vzájemných pokladen- nazývaný také "Rolnický dům". V přízemí se nachází banka a obchodní pasáž.
Přízemí je do náměstí obložené kamenem. Horní patra s velkými horizontálními okny jsou obložena tmavočerveným keramickým obkladem, díky kterému se nazývaly i Tři červené domy. Na středním domě vyčnívá modernistická nadstavba se spirálovitým schodištěm.
Komplex v 50. letech doplnil čtvrtý objekt v podobném ztvárnění od architekta M. Chorvata.